# Hans Kollhoff

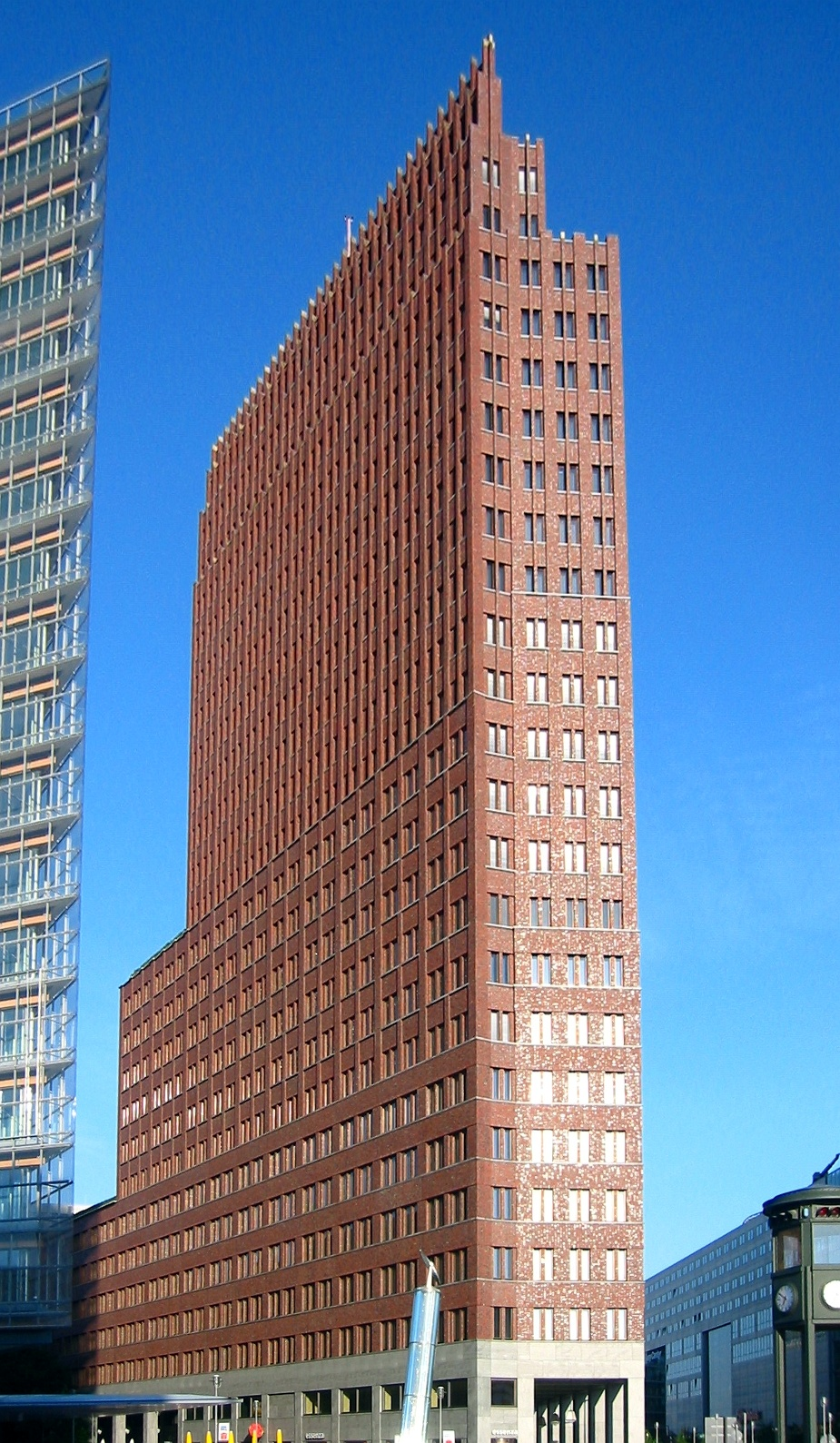
La Kollhoff-Tower, in Potsdamer Platz

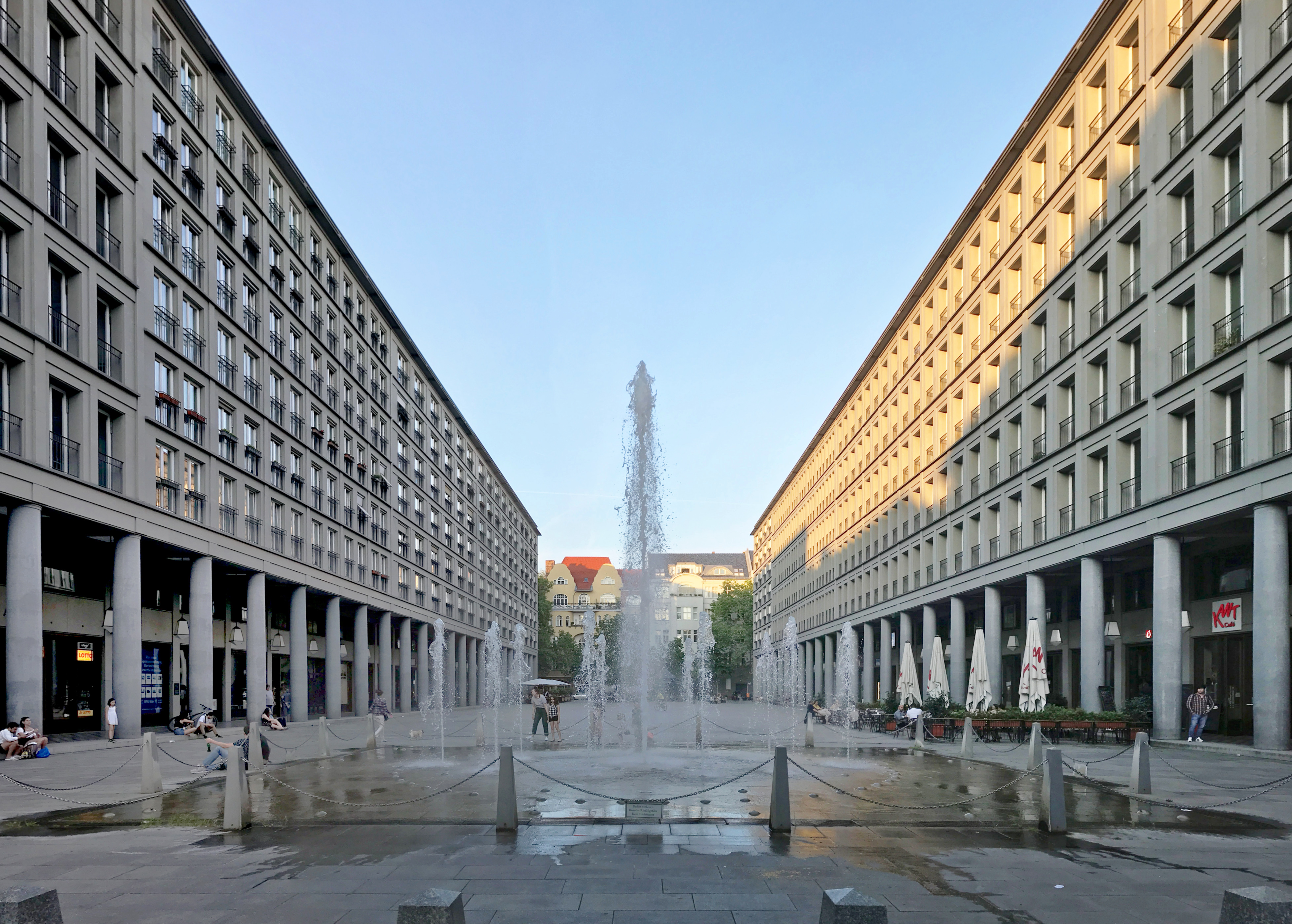
Leibniz-Kolonnaden, Walter-Benjamin-Platz, Berlin-Charlottenburg

Hans Kollhoff (Lobenstein, 18 settembre 1946) è un architetto e professore emerito tedesco.

## Biografia
Nato a Lobenstein, in Turingia, (allora parte della Germania orientale), cresce in una fattoria fino all'età di sei anni. Nel 1953 si trasferisce con la famiglia ad Ovest stabilendosi nella parte settentrionale del Baden, dove trascorre la sua adolescenza. Durante le vacanze estive lavora presso alcuni cantieri mettendo in luce una predisposizione per le attività artigianali e il disegno.
Studia architettura dal 1968 al 1973 presso il Karlsruher Institut für Technologie dove si laurea nel 1975, nel 1974 frequenta dei corsi presso l'Università tecnica di Vienna. Durante gli studi a Karsruhe viene in contatto con gli insegnamenti di Egon Eiermann, il più noto docente di architettura della sua generazione in Germania ritiratosi nel 1969.
Nel 1969 inizia a collaborare con lo studio dell'architetto Gerhard Assem, ex collaboratore di Eiermann, e lavora ad un progetto per la costruzione di un piccolo edificio commerciale per il Volkswohlbund a Friburgo. A Vienna collabora nello studio di Hans Hollein in cui progetta lo spazio interno di una gioielleria, approfondendo così il tema del dettaglio.
Dopo questa importante esperienza, torna nel 1975 a Karlsruhe per terminare gli studi. Per la tesi elabora un progetto di risanamento di un quartiere della sua città, tema cui si appassiona grazie allo studio di due grandi del post-moderno: Aldo Rossi e Robert Venturi.
In seguito, fortemente attirato da un articolo di Oswald Mathias Ungers ottiene una borsa di studio DAAD, per studiare da Ungers alla Cornell University di New York, ambita meta dei giovani architetti di allora, tra i quali Rem Koolhaas. Qui viene a trovarsi in un clima piuttosto stimolante dato dalla rivalità tra i due docenti Ungers e Colin Rowe. Come assistente alla Cornell, Kollhoff ha la possibilità di fare le sue prime esperienze nel campo dell'insegnamento, tra cui i seminari estivi organizzati da Ungers a Berlino (1977-1978). Negli stessi anni, Kollhoff lavora anche ad una serie di progetti di concorso.
Il periodo di collaborazione con Ungers termina nel 1978, con l'apertura di uno studio privato a Berlino, inizialmente con Arthur Ovaska, altro assistente di Ungers, e a partire dal 1984 con Helga Timmerman, studentessa a Darmstadt, poi collaboratrice negli studi berlinesi di Ungers e Sawade. Lo studio si afferma con il progetto per il complesso residenziale Victoria, presso il Berlin Museum a Kreuzberg, in cui Kollhoff riesce a realizzare un'architettura per una metropoli, in senso tradizionale, rielaborando contemporaneamente anche le esperienze del moderno. 
Dal 1978 al 1983 è assistente alla Facoltà di Architettura e Design presso il Politecnico di Berlino. 
Dal 1983 al 1985 è professore a contratto di architettura e costruzione all'Accademia delle Belle Arti di Berlino. Prosegue la sua carriera all'Università di Dortmund in cui per due anni (1986-1987) è professore di sviluppo urbano e costruzione. 

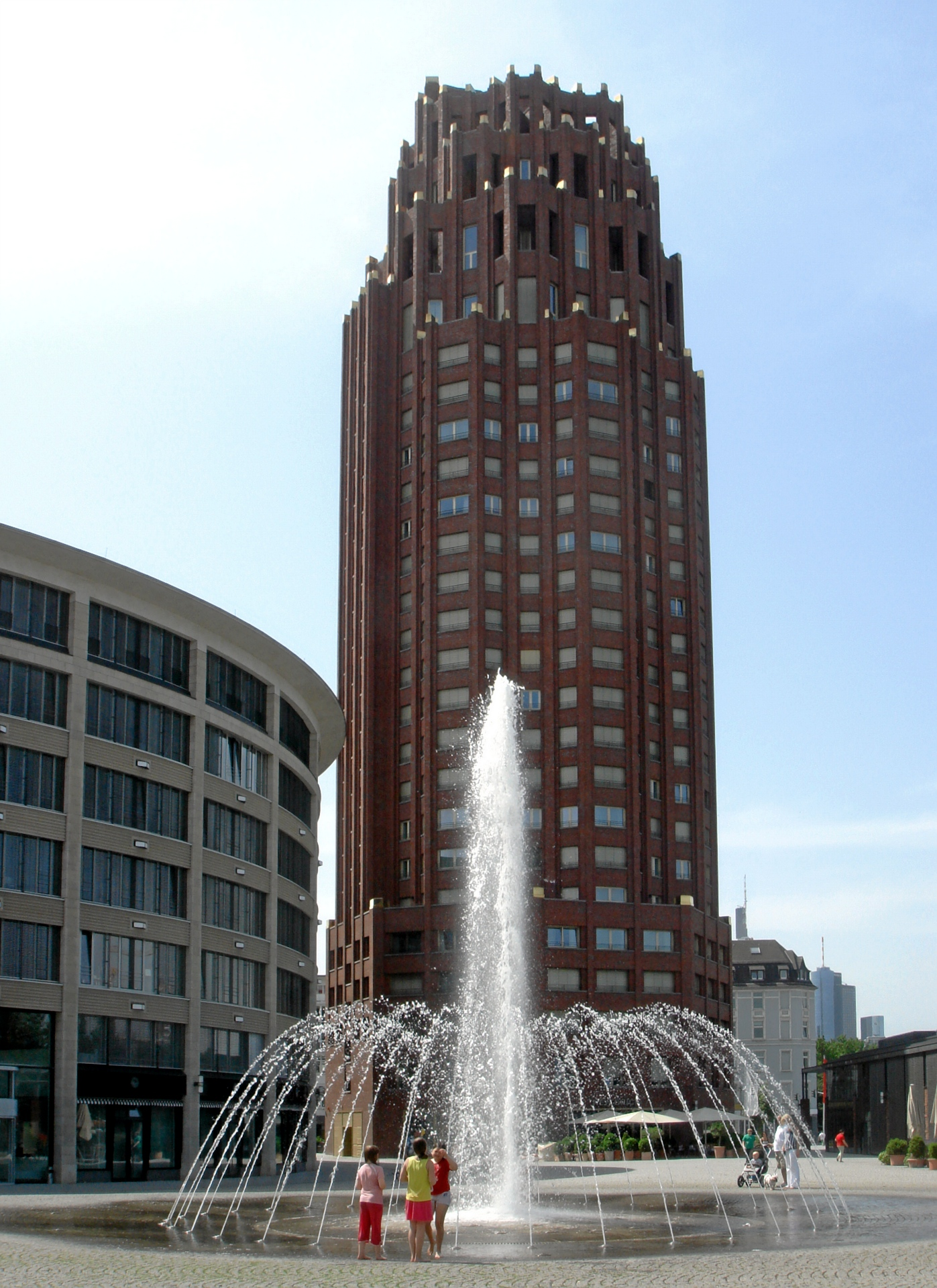
Main Plaza a Francoforte

In questi anni si susseguono una serie di progetti vigorosi e manifesti disegnati, di esperimenti con forme scolpite, ma anche di un rinnovato interesse per la possibilità di creare nuovamente spazi urbani; il testo scritto a commento del concorso per Fasanenstraße a Berlino nel 1983, esemplifica questo sviluppo. Kollhoff preferisce la forma architettonica a grande scala piuttosto che la pianificazione urbana. L'occasione per mettere in questione i consueti modelli urbanistici è data dall'esperienza dell'IBA, che Kollhoff continua a criticare fortemente nel saggio "Architektur contra Stadtebau" (architettura versus urbanistica), sostenendo che in una città è importante non la realizzazione di un classico progetto urbanistico, ma il risultato architettonico ottenuto dal singolo architetto che osa andare contro gli schemi urbanistici consueti, ad esempio l'Unité di Le Corbusier e la Neue Nationalgalerie di Mies van der Rohe.
Nel 1987, la sua attività si trasferisce a Zurigo, presso la ETH, della quale assumerà la cattedra di professore di architettura e costruzione solo a partire dal 1990. Nel 1999 fonda insieme ad Helga Timmerman l'Atelier Prof. Hans Kollhoff GmbH a Rotkreuz in Svizzera. Nello stesso anno realizza la Kollhoff-Tower (Torre Kollhoff) all'interno del progetto di riqualificazione della Potsdamer Platz, a Berlino.

## Alcuni progetti
- complesso residenziale nel quartiere Victoria, 1986;
- complesso residenziale sulla Luisenplatz, 1987;
- complesso residenziale nell'isolato Hofgarten am Gendarmenmarkt, 1996;
- complesso residenziale nel quartiere di Wilmersdorf, 1995;
- complesso residenziale sul Potsdamerplatz, 1999
- Amsterdam, il progetto Piraeus, un complesso residenziale con 304 unità sull'isola KNSM Eiland (1989-94)
- L'asilo nido Kit Ostend a Francoforte sul Meno (1994)
- la sede centrale della Landeszentralbank a Lipsia (1996)
- Potsdamer Platz (1999)
- il complesso polifunzionale Leibnizkolonnaden a Berlino (2000)
- Main Plaza (2001)
- il complesso residenziale Delbruck Haus a Berlino (2003)
- Het Koininklijk Entrepot, Anversa, 2004
- Piazza della stazione, Maastricht, 2005
- Chassè Park, Breda, 2007
- De Statendam (2007)